# Pain & Gain
A Pain & Gain vagy Izomagyak (eredeti cím: Pain & Gain) 2013-ban bemutatott amerikai bűnügyi filmvígjáték, melyet Michael Bay rendezett. A főszerepet Mark Wahlberg, Dwayne Johnson és Anthony Mackie alakítja. A film egy 1999-es cikksorozaton alapszik, amelyet Pete Collins írt a Miami New Times-ban, majd Collins 2013-ban egy könyvben is megjelentette, Pain & Gain: This is a True Story címmel. A megtörtént eset egy testépítőkből álló bűnbanda tevékenységét mutatja be, melynek tagjai az emberrablástól, zsarolástól, kínzástól és gyilkosságtól sem rettentek vissza. A film címe utalás a No pain, no gain („fájdalom nélkül nincs eredmény”) jelmondatra, melyet a testépítésben is gyakran használnak.
A filmet az Amerikai Egyesült Államokban 2013. április 27-én mutatták be a mozikban, Magyarországon augusztus 1-jén jelent meg a UIP-Dunafilm forgalmazásában. Általánosságban többnyire vegyes véleményeket kapott a kritikusoktól, akik dicsérték a rendezést, a színészi játékot és a forgatókönyvet, ugyanakkor nemtetszésüket fejezték ki a film erőszakossága, humoros hangvétele és a cselekmény eredeti eseményeitől való eltérései miatt. A film világszerte több mint 85 millió dolláros bevételt hozott, ezzel Bay legalacsonyabb bevételt elérő filmjei közé tartozik.

## Cselekmény
Az 1990-es években Miamiban egy testépítő edző sokkal többre vágyik, mint ami jutott neki – ezt bűnözéssel akarja elérni. Két társával együtt egy ellenszenves gazdag férfit rabolnak el váltságdíjért cserébe. Eredetileg nem akarnak bántani senkit, azonban az akció mégsem úgy sül el, ahogyan azt kitervelték, így váratlan pokoli utazás veszi kezdetét.

## Szereplők
| Szerep                 | Színész                 | Magyar hang       |
| ---------------------- | ----------------------- | ----------------- |
| Daniel Lugo            | Mark Wahlberg           | Csőre Gábor       |
| Paul Doyle             | Dwayne Johnson          | Galambos Péter    |
| Adrian 'Noel' Doorbal  | Anthony Mackie          | Zámbori Soma      |
| Victor Kershaw         | Tony Shalhoub           | Háda János        |
| Ed Du Bois             | Ed Harris               | Epres Attila      |
| John Mese              | Rob Corddry             | Kardos Róbert     |
| Robin Peck             | Rebel Wilson            | Haumann Petra     |
| Johnny Wu              | Ken Jeong               | Józsa Imre        |
| Frank Griga            | Michael Rispoli         | Besenczi Árpád    |
| Lopez kapitány         | Tony Plana              | Törköly Levente   |
| Carolyn 'Cissy' DuBois | Emily Rutherfurd        | Söptei Andrea     |
| Randy lelkész          | Larry Hankin            | Cs. Németh Lajos  |
| Dr. Bjornson           | Peter Stormare          | Haás Vander Péter |
| Brad McCallister       | Brian Stepanek          | Harmath Imre      |
| Sorina Luminita        | Bar Paly                | Fodor Annamária   |
| Haworth nyomozó        | Vivi Pineda             | Bánfalvi Eszter   |
| Krisztina Furton       | Keili Lefkovitz         | Pokorny Lia       |
| Rab                    | Kurt Angle              |                   |
| Analee Calvera         | Yolanthe Sneijder-Cabau |                   |

## Médiamegjelenés
A Pain & Gain DVD-n és Blu-ray-en 2013. augusztus 27-én jelent meg az Amerikai Egyesült Államokban.